# Comuna Troiițke, Liubașivka
Troiițke (în ucraineană Троїцьке) este o comună în raionul Liubașivka, regiunea Odesa, Ucraina, formată din satele Katerînivka Perșa, Kozaciîi Iar, Novotroiițke, Șaitanka și Troiițke (reședința).

## Demografie
Componența lingvistică a comunei Troiițke
     Ucraineană (94,25%)
     Română (2,95%)
     Rusă (2,5%)
     Alte limbi (0,09%)
Conform recensământului din 2001, majoritatea populației comunei Troiițke era vorbitoare de ucraineană (94,25%), existând în minoritate și vorbitori de română (2,95%) și rusă (2,5%).